# Агафонов, Николай Васильевич
Николай Васильевич Агафонов (род. 15 июня 1947) — советский футболист, советский и российский футбольный и мини-футбольный тренер.
В первенстве СССР играл в классе «Б» за «Торпедо» Рубцовск (1965—1970) и во второй лиге за «Динамо» Барнаул (1971—1974).
Тренерскую деятельность начал в рубцовском «Торпедо», В 1983—1987 — старший тренер томского «Манометра». В 1987—1991 — второй тренер в свердловском «Уралмаше» при Корнее Шперлинге, с июля 1991 по август 1992 — главный тренер команды. Затем тренировал екатеринбургские мини-футбольные клубы ВИЗ и «Уралмаш-М». С ВИЗом вышел в Высшую лигу, стал бронзовым призёром чемпионата 1994/1995 и финалистом Кубка Высшей лиги 1995. В 1998—2001 — вновь тренер «Уралмаша» во втором дивизионе. В январе 2002 был приглашён в клуб «Кузбасс-Динамо» Кемерово, но в августе из-за слабой игры команды ушёл по собственному желанию.
Сын Денис — игрок в мини-футбол, выступал за команды, которые тренировал отец и сборную России.